# Werner Heel
Werner Heel (Merano, 23 marzo 1982) è un ex sciatore alpino italiano.

## Biografia
Nato a Merano e originario di San Leonardo in Passiria, era specialista di discesa libera e supergigante. Tesserato per il gruppo sportivo Fiamme gialle, nella sua carriera è stato spesso fermato da numerosi infortuni.

### Stagioni 1998-2008

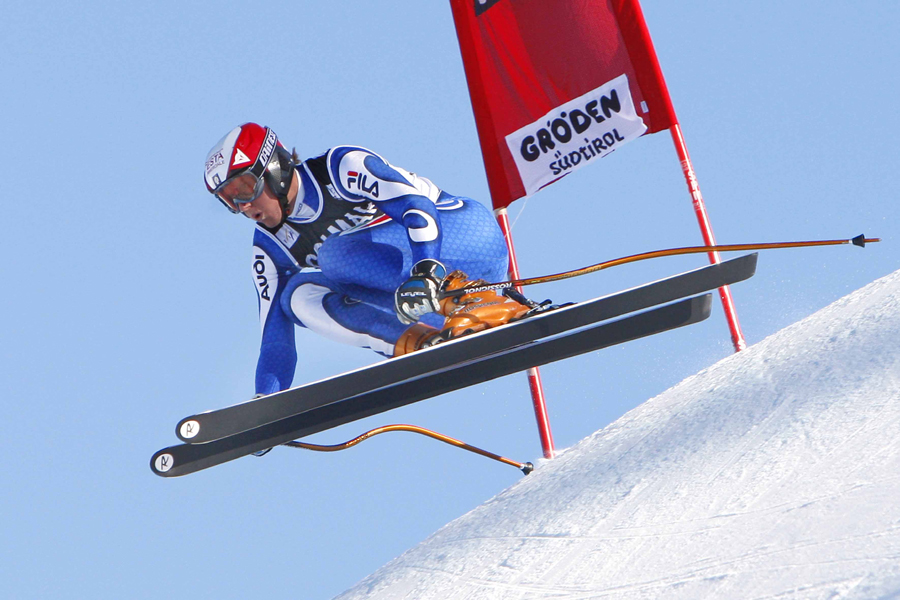
Werner Heel in gara in Val Gardena nel 2007

Attivo in gare FIS dal dicembre del 1997, Heel ha esordito in Coppa Europa il 19 dicembre 2000 a Sankt Moritz in discesa libera, senza completare la gara, e in Coppa del Mondo il 28 dicembre 2001 sulla pista Stelvio di Bormio, classificandosi 37º in discesa libera. Il 10 gennaio 2005 Heel ha ottenuto il suo primo podio in Coppa Europa, arrivando 3º nella discesa libera di a Bad Kleinkirchheim.
Alla sua prima partecipazione ai Campionati mondiali, Åre 2007, è giunto 27º nel supergigante e non ha concluso la prova di supercombinata. Nella stagione 2007-2008 l'atleta altoatesino ha ottenuto la prima vittoria, nonché primo podio, in Coppa del Mondo: il 29 febbraio nella discesa libera di Kvitfjell.

### Stagioni 2009-2013
Nella stagione 2008-2009 Heel ha ottenuto in supergigante le sue ultime vittorie in Coppa del Mondo, sulla Saslong della Val Gardena il 19 dicembre e nelle finali di Åre, il 12 marzo. Grazie anche a questi risultati a fine stagione è arrivato 2º nella Coppa del Mondo di supergigante, superato dal vincitore Aksel Lund Svindal di 36 punti. Nella stessa stagione ai Mondiali di Val-d'Isère è giunto 7º nella discesa libera e 14º nel supergigante.

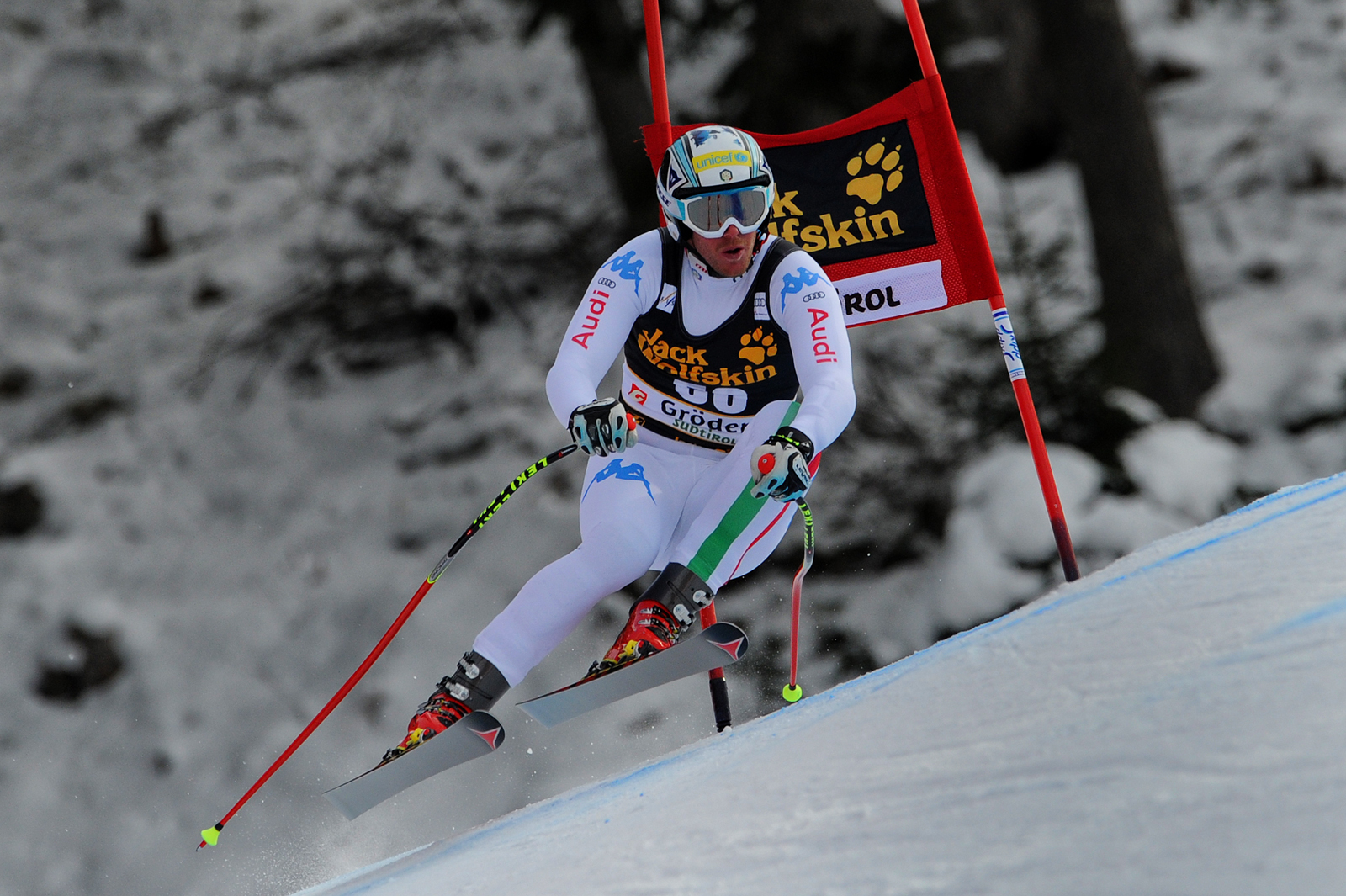
Werner Heel in gara in Val Gardena nel 2012

Ai XXI Giochi olimpici invernali di Vancouver 2010, sua prima presenza olimpica, si è classificato 12º nella discesa libera e 4º nel supergigante, a due centesimi dal podio. Ai Mondiali di Garmisch Partenkirchen 2011 si è piazzato 22º nella discesa libera e 8º nel supergigante, mentre nella successiva rassegna iridata di Schladming 2013, nelle medesime specialità, è stato rispettivamente 16º e 20º.

### Stagioni 2014-2019
Ai XXII Giochi olimpici invernali di Soči 2014, suo congedo olimpico, si è classificato 12º nella discesa libera e 17º nel supergigante; ai Mondiali di Vail/Beaver Creek 2015, sua ultima presenza iridata, è stato 32º nella discesa libera e 26º nel supergigante. Il 7 marzo 2017 ha ottenuto a Kvitfjell in discesa libera il suo ultimo podio in Coppa del Mondo (3º).
Ancora a Kvitfjell Heel ha ottenuto in discesa libera il suo ultimo podio in Coppa Europa, il 5 marzo 2018 (3º), e ha disputato la sua ultima gara in Coppa del Mondo, il 2 marzo 2019 (36º). Si è ritirato al termine di quella stessa stagione; la sua ultima gara in carriera è stata la combinata dei Campionati italiani 2019, il 21 marzo a Cortina d'Ampezzo, che non ha completato.

## Palmarès

### Coppa del Mondo
- Miglior piazzamento in classifica generale: 16º nel 2009
- 10 podi:
  - 3 vittorie
  - 1 secondo posto
  - 6 terzi posti

#### Coppa del Mondo - vittorie
| Data             | Località    | Paese    | Specialità |
| ---------------- | ----------- | -------- | ---------- |
| 29 febbraio 2008 | Kvitfjell   | Norvegia | DH         |
| 19 dicembre 2008 | Val Gardena | Italia   | SG         |
| 12 marzo 2009    | Åre         | Svezia   | SG         |

Legenda:

DH = discesa libera

SG = supergigante

#### Coppa del Mondo - gare a squadre
- 1 podio:
  - 1 vittoria

### Coppa Europa
- Miglior piazzamento in classifica generale: 19º nel 2018
- 5 podi:
  - 1 secondo posto
  - 4 terzi posti

### Campionati italiani
- 7 medaglie[3]:
  - 2 ori (supergigante nel 2004; discesa libera nel 2014)
  - 1 argento (discesa libera nel 2007)
  - 4 bronzi (supergigante nel 2008; discesa libera nel 2009; supergigante nel 2014; discesa libera nel 2015)